# Gary Nairn
Gary Roy Nairn  (Sídney, 3 de enero de 1951 - Queensland, 1 de junio de 2024) fue un político australiano.

## Primeros años
Nairn nació en Sídney el 3 de enero de 1951, y fue educado en la Sydney Boys High School desde 1963 hasta 1968 antes de asistir a la University of New South Wales. Fue agrimensor en práctica privada y director gerente de una consultora de agrimensura y cartografía antes de entrar en la política. Se mudó al Territorio del Norte, donde vivió muchos años. Fue presidente del Country Liberal Party entre 1990 y 1994, período durante el cual el CLP ganó dos elecciones con un aumento en los votos.

## Carrera política federal
Nairn regresó a Nueva Gales del Sur y en marzo de 1996 fue elegido miembro del Liberal Party of Australia en la Cámara de Representantes de Australia, representando el distrito de Eden-Monaro.
En 2003, encabezó una investigación federal sobre los incendios forestales de Canberra de 2003. Fue nombrado Secretario Parlamentario del Primer Ministro John Howard en octubre de 2004. En enero de 2006, fue ascendido al banco frontal como Ministro especial de estado que incluía responsabilidades con los Servicios Ministeriales y Parlamentarios, la Oficina Australiana de Gestión de Información del Gobierno, la Comisión Electoral Australiana, la Defence Housing Authority y Film Australia. Sirvió en el ministerio externo de Howard.
El control de Nairn sobre Eden-Monaro siempre fue bastante precario. Durante la mayor parte del tiempo desde finales de la década de 1960, el escaño ha sido altamente marginal; había sido ocupado por el partido de gobierno sin interrupción desde 1972. Incluso en medio de un gran giro hacia la Coalición en 2004, por ejemplo, Nairn solo logró un aumento del 0,4 por ciento.
En las elecciones federales de 2007, Nairn perdió su escaño ante el candidato laborista Mike Kelly. Nairn fue uno de los cinco miembros del ministerio de Howard que perdieron sus escaños en las elecciones. Howard también perdió su propio escaño en Bennelong.

## Controversia Phelps-Kelly
En septiembre de 2007, el jefe de gabinete de Nairn, Peter Phelps, se involucró en un acalorado intercambio verbal con el candidato del Partido Laborista para Eden-Monaro, Mike Kelly, en un foro sobre la Guerra de Iraq en Queanbeyan, Nueva Gales del Sur. En la reunión, Phelps afirmó que Mike Kelly era un hipócrita como exsoldado postulándose para el ALP cuando se oponían a la guerra en Iraq. Phelps declaró en la reunión que pensaba que Kelly estaba usando la defensa de Núremberg, y comparó esto con el tipo de defensa utilizada por los guardias en el campo de concentración de Bergen-Belsen. Nairn no estuvo de acuerdo con los sentimientos de su personal.

## National Spatial Action Agenda, ANZLIC y SIBA
Durante su tiempo en el Parlamento, Nairn trabajó estrechamente con Warwick Watkins, quien fue el presidente de ANZLIC, el Consejo de Información de Tierras de Australia y Nueva Zelanda (también conocido como Consejo de Información Espacial) para abogar por el apoyo del gobierno federal a la Agenda Nacional de Acción Espacial y otras iniciativas relacionadas, incluido el Consorcio Espacial Australiano (ASC) y el Centro de Investigación Cooperativa, CRC for Spatial Information (CRC-SI). Además, Nairn trabajó estrechamente con la Asociación Australiana de Negocios de Información Espacial (ASIBA), que más tarde cambió su nombre a Asociación Australiana de Negocios de Información Espacial (SIBA), para apoyar la agenda.
Nairn abogó por la Agenda ante el Primer Ministro y el Gabinete, y fue apoyado por ASIBA y ANZLIC en todo momento. Como resultado de estos esfuerzos, Warren Entsch, entonces Secretario Parlamentario del Ministro de Industria, Ciencia y Recursos, lanzó el establecimiento de un grupo de dirección para impulsar la Agenda de Acción de la Industria de Información Espacial en noviembre de 2000.
La Agenda de Acción se lanzó en septiembre de 2001. Bajo la Agenda de Acción de la Industria de Información Espacial, el 25 de septiembre de 2001, el entonces Ministro de Industria, Ciencia y Recursos, el senador Nick Minchin, anunció una subvención de 2 millones de dólares a un consorcio de "empresas espaciales" privadas para aumentar la efectividad de la información espacial. ASIBA fue identificada como la entidad sectorial responsable de la mayor parte de la agenda de acción. Minchin también identificó los roles intergubernamentales clave de ANZLIC bajo la Agenda de Acción. Nairn continuó apoyando la agenda hasta que perdió su escaño federal en las elecciones de noviembre de 2007. Después de eso, permaneció comprometido a través de ASIBA/SIBA. En 2012, Nairn fue nombrado Presidente de SIBA.
Nairn, en su papel de Ministro Especial de Estado, anunció el establecimiento de ASC, con membresía inicial que incluía a ANZLIC, ASIBA y CRC-SI. Watkins fue designado presidente del Comité Directivo de ASC. ASC se informó que se estableció "para acelerar el desbloqueo del potencial de la información espacial para el beneficio económico, ambiental y social de Australia dentro de industrias clave, y el desarrollo de herramientas, nuevas tecnologías y capacidades relacionadas con las necesidades futuras fundamentales de la nación". El papel y los logros reales, si los hay, de ASC, siguen siendo vagos.
Bajo la Agenda de Acción de la Industria de Información Espacial Nacional, se estableció CRC-SI en 2003 y fue lanzado por Nairn después de una defensa significativa por parte de ANZLIC liderada por Watkins y también ASIBA. En su Informe Anual 2011-12 (página 12), CRC-SI informó que Watkins, director de CRC-SI desde su inicio, había renunciado al Consejo de CRC-SI después de su retiro del servicio público de Nueva Gales del Sur. El informe de CRC-SI fue falso ya que Watkins fue oficialmente despedido por el gobierno de Nueva Gales del Sur.
No hay duda de que ha habido mucha controversia con el desarrollo de la industria espacial en Australia, vinculada a figuras clave como Watkins y Elizabeth O'Keeffe y los roles de ASIBA/SIBA y ANZLIC.
Posteriormente, Watkins fue despedido por el gobierno de Nueva Gales del Sur debido al ilegal acuerdo de tierras de Currawong, en el que Watkins mintió al Comisión Independiente Contra la Corrupción (ICAC) de Nueva Gales del Sur al entregar sus conclusiones oficiales en diciembre de 2011 que Watkins actuó de manera corrupta. Watkins admitió ante el ICAC que había utilizado una carta retroactiva del exministro de planificación Tony Kelly para engañar a los investigadores. Watkins fue posteriormente condenado por dos de los cuatro cargos penales. Watkins fue la única persona acusada y condenada.
Elizabeth O'Keeffe, la delegada de ANZLIC para Victoria, representó a Watkins en el comité de dirección de la Agenda de Acción de la Industria de Información Espacial hasta julio de 2002, cuando supuestamente fue despedida de su cargo como Directora Ejecutiva de Land Victoria. También se informó que O'Keeffe había aprobado un contrato ilegal de $100,000 para ASIBA para "presionar a su propio Ministro" Sherryl Garbutt para promover la Agenda de Acción de la Industria de Información Espacial. Sin embargo, también se reveló en el Parlamento de Victoria que el principal objetivo de O'Keeffe al contratar al lobby de ASIBA era desacreditar al director general de Topografía y los cuerpos profesionales e industriales, la Institución de Topógrafos Victoria y la Asociación de Topógrafos Consultores Victoria. El contrato fue acordado entre O'Keeffe y el entonces Presidente de ASIBA, Tony Wheeler, y el entonces Director Ejecutivo de ASIBA, David Hocking. El contrato fue firmado con la aprobación de los superiores de O'Keeffe, la Ministra Garbutt y la Secretaria del Departamento Chloe Munro. Después de la cobertura negativa de los medios y la oposición sobre su ilegalidad, se encontró que el contrato no era apropiado y se canceló después de que se pagara la primera parte de $25,000 a ASIBA.
O'Keeffe también debía partir de su puesto en el servicio público en circunstancias controvertidas. El 12 de julio de 2002, el destacado periódico de Melbourne, The Age, informó que O'Keeffe se había separado de Land Victoria y que la Oposición afirmaba que había sido despedida. O'Keeffe amenazó con acciones legales contra cualquiera que afirmara que había sido despedida. La cobertura mediática de la partida de O'Keeffe como despido continuó, pero no se informó de ninguna acción legal tomada por O'Keeffe.

## Centro para Infraestructuras de Datos Espaciales y Administración de Tierras (CSDILA), Universidad de Melbourne
Nairn presidió el Comité Asesor de CSDILA hasta su muerte.

## Otros
De 2018 a 2024, Nairn fue Presidente de The Duke of Edinburgh's International Award de Australia, donde supervisó una reestructuración importante y un crecimiento récord en el uso del Duke of Edinburgh en Australia.

## Vida personal y muerte
Nairn estuvo casado con Rose y tuvo dos hijos. Su primera esposa, Kerrie, falleció de cáncer en 2005.
Nairn murió de cáncer en Queensland el 1 de junio de 2024, a la edad de 73 años.